# Palácio do Abade (Oliwa)
O Palácio do Abade (em polonês: Pałac Opatów) é um palácio de estilo rococó em Oliwa, um dos bairros de Gdańsk, na Polônia. A primeira parte do palácio, o "Velho Palácio" foi construído no século XV. Mais tarde, na primeira metade do século XVI um "Novo Palácio" foi adicionado, que serviu como a residência do então abade da Ordem de Cister, Jan Grabiński. As adições finais ao palácio foram feitas entre 1754 e 1756, e foram financiadas por outro abade cisterciense, Jacek Rybiński.
Após as partilhas da Polônia a área tornou parte da Prússia, em 1831 a propriedade imobiliária dos cistercienses foi secularizada e o palácio tornou propriedade da Casa de Hohenzollern. De 1796 até 1836, os Bispos de Vármia, Karl von Hohenzollern-Hechingen e Joseph von Hohenzollern-Hechingen residiram no Palácio. O palácio permaneceu vazio até 1869 quando Maria Anna von Hohenzollern-Hechingen, sobrinha de Joseph, decidiu residir no palácio. Após a sua morte, em 1888, a propriedade do palácio foi assumida pela cidade de Oliva, que a usou para escritórios e apartamentos.
Durante o período de entre guerras da Cidade Livre de Danzig, o palácio continha um museu que abrigava exposições sobre a história da região. O diretor responsável pelo museu foi um ativista nazista chamado Erich Keyser.
Em 1945, no final da Segunda Guerra Mundial (durante o tempo que serviu como um depósito de armas) foi incendiado por tropas alemãs que procuraram limpar o terreno em frente ao Exército Vermelho avançando.
O palácio foi reconstruído em 1965 através dos esforços do Museu Nacional de Gdańsk. Inicialmente serviu como departamento etnográfico do museu. Em 1972 o Museu foi elevado a um status de um Museu Nacional.
Desde 1989 o palácio contém o Departamento de Arte Moderna do Museu Nacional Polonês em Gdańsk. Em fevereiro de 1990 foi estabelecida uma galeria especial dedicada à arte polonesa contemporânea. As exposições permanentes incluem obras de artistas poloneses dos séculos XIX e XX (pintura, escultura e cerâmica). Alguns dos artistas cujas obras estão em exibição incluem Zbigniew Pronaszko, Jan Cybis, Henryk Stażewski, Andrzej Wróblewski, Tadeusz Kantor, Jerzy Nowosielski, Alfred Lenica, Jan Lebenstein, Teresa Pągowska, Zdzisław Beksiński, Edward Dwurnik e Władysław Hasior. Também abriga a "Galeria Promocional", que exibe obras de jovens artistas.